# Főkonzulátus

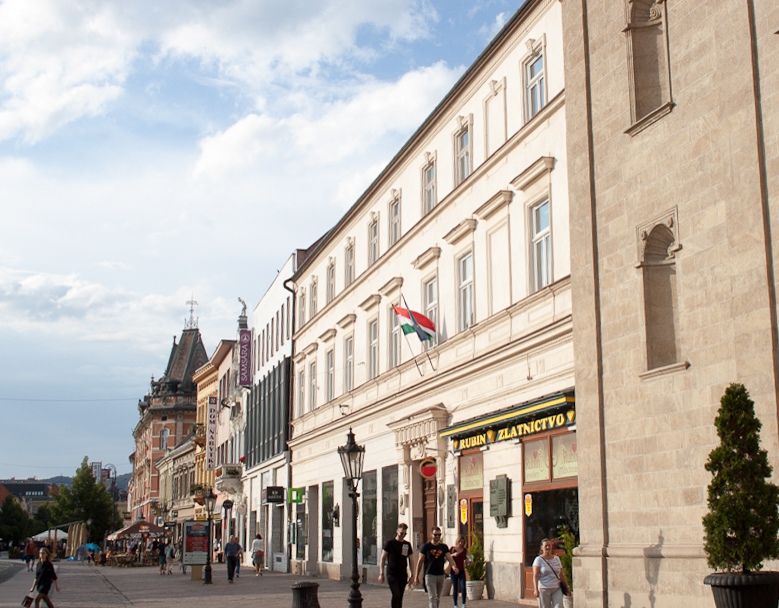
A magyar főkonzulátus épülete Kassán

A főkonzulátus egy államnak valamely másik állam területén létrehozott diplomáciai missziója, a konzuli képviselet egyik intézménye. Bár a nemzetközileg elfogadott Bécsi Konzuli Egyezmény lehetővé teszi más típusú konzulátusok létrehozását is (alkonzulátus, konzulátus, konzuli ügynökség, tiszteletbeli konzulátus), a 21. században jellemzően főkonzulátust hoznak létre az államok.

## Feladatai
A diplomáciai képviseletek hierarchiájában a főkonzulátus közvetlenül a nagykövetség alatt helyezkedik el. Míg a nagykövetségek elsőrendű feladata az államok közti kapcsolattartás, a konzulátusok elsősorban a természetes és jogi személyek ügyeiben járnak el – jellemzően a küldő ország állampolgárai adják az ügyfélforgalom zömét, vagyis nem az államok, hanem az állampolgárok képviselete a fő feladatuk. Egy országban nagykövetségből egy lehet, főkonzulátusból akár több is, s ez utóbbiak szűkebb lefedettséggel működnek, hatáskörük sem feltétlenül terjed ki a fogadó ország teljes területére. Különbséget jelent még, hogy a nagykövetségek a fogadó ország fővárosában működnek, míg főkonzulátus bárhol nyitható, természetesen csak a fogadó állam hozzájárulásával. Egy nagykövetség nyitása egyben a fogadó állam elismerését is jelenti, ezzel szemben konzulátus vagy főkonzulátus nem jelent ilyen szintű diplomáciai gesztust.

## Magyarország főkonzulátusai
Magyarország lényegében csak 1920-tól, az Osztrák–Magyar Monarchia szétesését követően alakította ki önálló külpolitikáját. Így a különböző szintű missziók működtetésének is alig egy évszázados hagyománya van. Ezen időszak alatt főkonzulátus is működött, például az Anschluss során 1938-ban a Harmadik Birodalomhoz csatolt Ausztriában bécsi főkonzulátust működtetett, mely csak 1945-ben alakult át politikai képviseletté. Egyebekben Magyarországnak 1938-ban 20 hivatásos konzuli képviselete volt, 1977-ben azonban már csak tíz, melyek közül már akkor főkonzulátusi rangú volt például a kolozsvári magyar főkonzulátus. 2010-ben Magyarország külügyminisztériuma világszerte 15 főkonzulátust, további két konzuli irodát működtetett míg konzulátus egy sem volt.